# Kunka
Kunka (în ucraineană Кунка) este o comună în raionul Haisîn, regiunea Vinnița, Ucraina, formată numai din satul de reședință.

## Demografie
Componența lingvistică a satului Kunka
     Ucraineană (98,86%)
     Rusă (1,14%)
Conform recensământului din 2001, majoritatea populației satului Kunka era vorbitoare de ucraineană (98,86%), existând în minoritate și vorbitori de rusă (1,14%).